# Територія Папуа
Терито́рія Папуа́ (англ. Territory of Papua) — колишня колонія Великої Британії, а з початку XX століття — Австралії, що займала південно-східну частину о. Нова Гвінея. У 1949 році була об'єднана з австралійською колонією Територія Нова Гвінея, в результаті чого утворилась Територія Папуа та Нова Гвінея.

## Передісторія
Археологічні дані свідчать про те, що люди прибули на Нову Гвінею щонайменше 60000 років тому. Вони створили меланезійські кам'яні знаряддя та сільське господарство. Португальські та іспанські мореплавці в південній частині Тихого океану ввійшли у води Нової Гвінеї на початку XVI століття. У 1526—1527 роках португалець дон Жоржі де Мінезіш (порт. Jorge de Meneses) прийшов на головний острів «Папуа». У 1545 році іспанець Іньїго Ортіс де Ретес (ісп. Íñigo Ortiz de Retes) дав острову назву «Нова Гвінея» через те, що він побачив подібність між мешканцями острова й африканського узбережжя Гвінеї. Знання внутрішньої частини острова залишалися мізерними протягом декількох століть після цих перших європейських відвідин.

## Історія

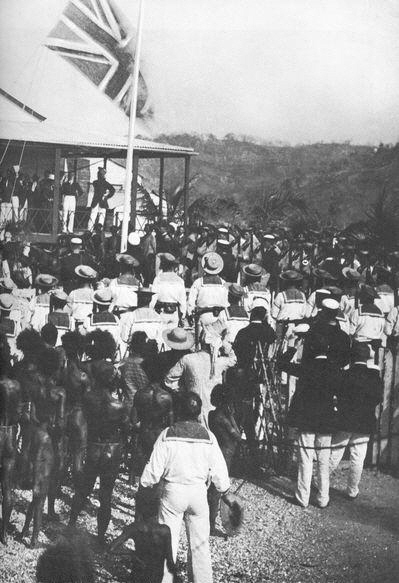
1883 рік, церемонія підйому британського прапора під час анексії Квінслендом південно-східної частини острова Нова Гвінея.

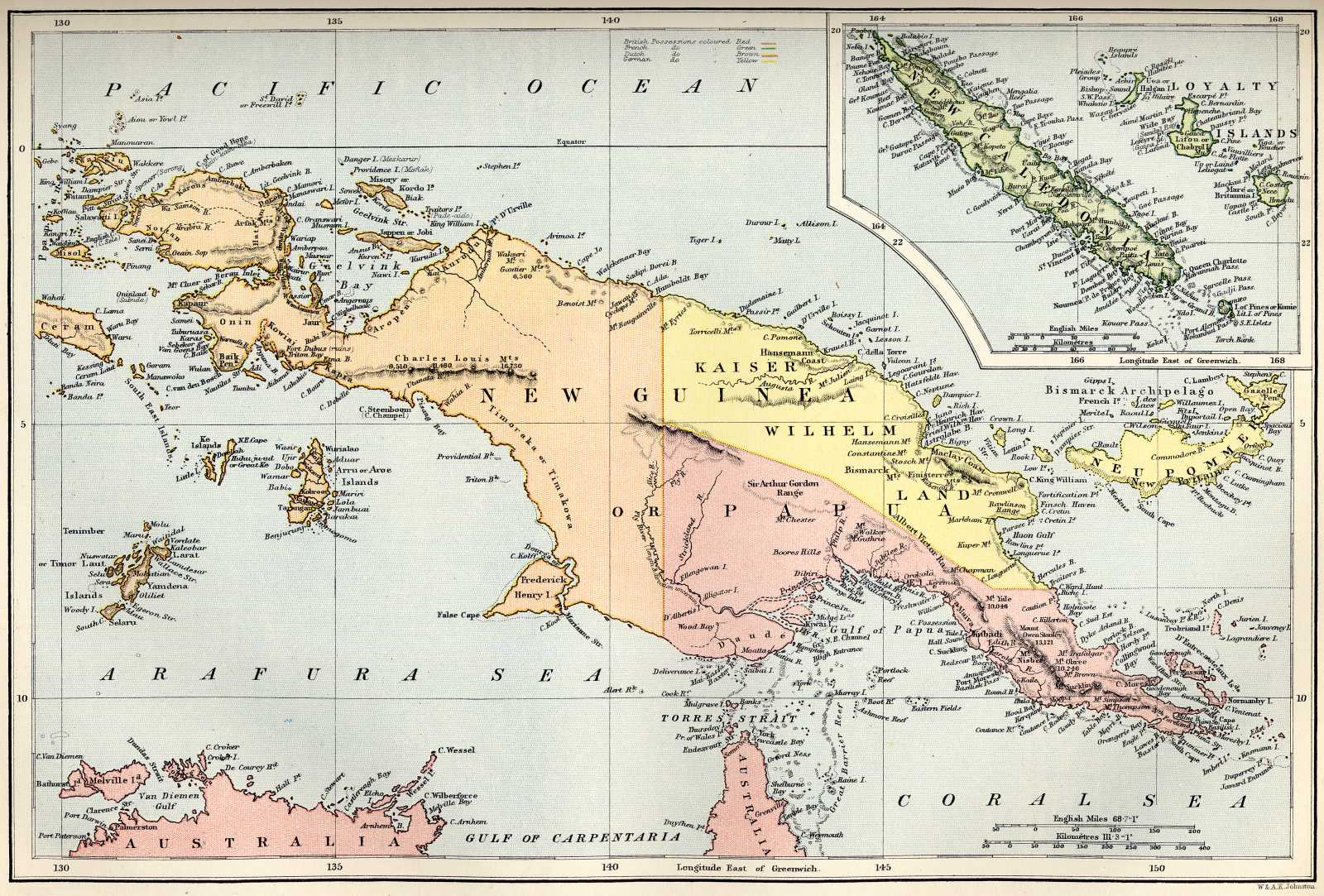
Поділ острова Нова Гвінея після 1884 року.

У 1883 році сер Томас МакІлрейз, прем'єр-міністр Квінсленда, доручив Генрі Честеру (1832—1914), магістрату поліції острова Терсді, вирушити до Порт-Морсбі та формально анексувати Нову Гвінею й прилеглі острови від імені британського уряду. 3 квітня 1883 року Честер прибув в Порт-Морсбі та о 10-й ранку 4 квітня виконав цю церемонію. Він зачитав прокламацію англійською мовою, після чого преподобний Джеймс Чалмерс переклав її однією з місцевих мов моту:
Підставами для формальної анексії стали різні аспекти ранніх зв'язків між Північним Квінслендом і Новою Гвінеєю:
- створення урядових адміністрацій на півострові Кейп-Йорк і в Торресовій протоці, як частина з поступового розширення межі Квінсленда до узбережжя Нової Гвінеї;
- заснування Лондонського місіонерського товариства в Торресовій протоці та вздовж південно-східного узбережжя Нової Гвінеї, їх зацікавленість у розвитку британської анексії Нової Гвінеї;
- золота лихоманка в Лалокі 1878 року, як продовження золотої лихоманки Північного Квінсленда в Новій Гвінеї та подальша участь уряду Квінсленда;
- використання Квінслендом найманої праці з Меланезії й її розширення до узбережжя Нової Гвінеї протягом 1870-х і 1880-х років.

Однак британський уряд висловив своє роздратування діями Честера та відмовився їх визнавати, вбачаючи в цьому акті необґрунтований імперіалізм звичайної колонії, якою був Квінсленд.
6 листопада 1884 року, після того, як австралійським колоніям було обіцяно фінансову підтримку, територія стала британським протекторатом.
4 вересня 1888 року територія (разом із прилеглими островами) формально анексована й стала колонією Британська Нова Гвінея.
У 1902 році влада над цими землями передана знову сформованому британському домініону Австралія. Згідно з Актом про Папуа 1905 року, ці землі отримали офіційну назву Територія Папуа. З 1906 року формально передані під управління австралійської адміністрації.
На початку Першої світової війни 11 вересня 1914 року, після висадки британсько-австралійських військ на острів в кількості 2000 осіб, Австралія захопила Землю Кайзера Вільгельма. Офіційні права отримала з підписанням Версальського договору 1919 року.
На початку Тихоокеанської війни, острів Нова Гвінея був окупований японцями. Папуа залишився найменш постраждалим регіоном в часи Другої світової війни. У липні 1942 японська армія спробувала захопити місто Порт-Морсбі, розпочавши наступ на місто з південно-східного краю Нової Гвінеї, проте, проходячи через хребет Оуен-Стенлі по стежці Кокода, вона зіткнулася з австралійськими й американськими військовими, які завдали у листопаді цього ж року японській армії нищівну поразку. На початку вересня 1942 року японські морські піхотинці вчинили напад на стратегічний об'єкт Королівської австралійської авіабази в затоці Мілне на сході Папуа. Вони були розбиті австралійсько-американськими військами на чолі з головнокомандувачем ВПС США Дугласом Макартуром та австралійським генералом Томасом Бламеєм. Битва при Мілнеській затоці згадується як перша поразка японських сухопутних сил під час Другої світової війни. 
Відповідно до Акту про Папуа і Нову Гвінею від 1949 року Територія Нова Гвінея та Територія Папуа об'єднані в єдину адміністративну одиницю Територія Папуа та Нова Гвінея.

## Територія Папуа і прапор Австралії
Семипроменева зірка Співдружності первісно мала шість кінців, які символізували шість колоній, що утворювали федерацію. Однак, у 1905 році до Австралії було приєднано Територію Папуа, тому влітку 1908 року до уряду країни було внесено пропозицію про перетворення зірки на семипроменеву. Про зміни до прапора, ухвалені Британським адміралтейством, оповіщено 19 грудня 1908 року в «Урядовому бюлетені Австралійського Союзу», а змінений дизайн було вперше опубліковано через декілька місяців, 22 травня 1909 року. Тим не менше, повний опис змін і характеристика нового прапора з'явились лише 23 березня 1934 року. З того часу кількість променів у зірки Співдружності лишалась незмінною, попри приєднання та появу низки нових територій, а також отримання Папуа Новою Гвінеєю незалежності у 1975 році.